# Franz Theodor von Brücke

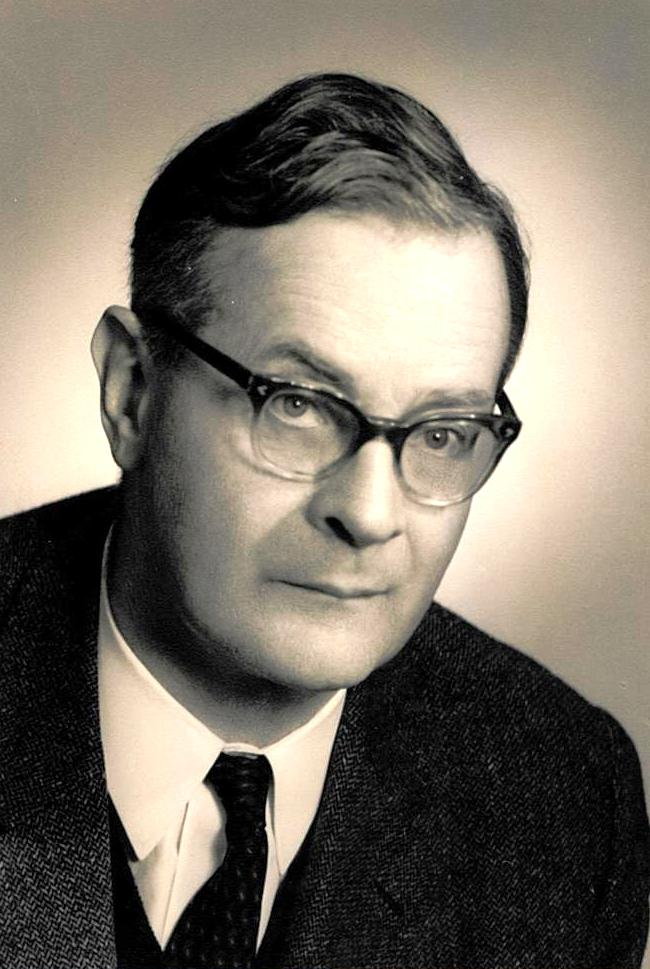
Franz Theodor von Brücke

Franz Theodor von Brücke (* 15. Januar 1908 in Leipzig; † 24. März 1970 in Wien) war ein deutsch-österreichischer Arzt und Pharmakologe.

## Leben
Franz Theodor von Brücke war ein Sohn des Leipziger und später Innsbrucker Professors für Physiologie Ernst Theodor von Brücke und seiner Frau Pauline geb. Roelfs. Unter den norddeutschen Vorfahren finden sich Maler und Kupferstecher. Der erste bedeutende Naturwissenschaftler in der Familie war Ernst Wilhelm  von Brücke, der Urgroßvater Franz Theodors. Er wurde 1849 auf den Lehrstuhl für Physiologie in Wien berufen und seiner Verdienste wegen 1873 nobilitiert.
Franz Theodor absolvierte das Gymnasium in Innsbruck und Salem im Bodenseekreis und studierte dann in Innsbruck, Wien, Berlin und Leipzig Medizin. Nach der Promotion zum Dr. med. in Innsbruck 1931 verbrachte er ein Jahr bei den Biochemikern Peter Rona (1871–1945) und Carl Neuberg in Berlin, zwei Jahre bei dem Pharmakologen Otto Loewi in Graz und ein halbes Jahr bei dem Internisten Hans Eppinger in Wien. 1934 trat er als Assistent in das von Ernst Peter Pick geleitete Pharmakologische Institut der Universität Wien ein. Ein Rockefeller-Stipendium ermöglichte ihm Ende der 1930er Jahre Forschungen in England am National Institute for Medical Research bei Henry Hallett Dale und am Pharmakologischen Institut der University of Cambridge bei Ernest Basil Verney. Während er schon als Sanitätsoffizier zur deutschen Wehrmacht eingezogen war, habilitierte er sich 1941 in Wien für Pharmakologie. Der Zweite Weltkrieg endete für ihn mit einem zweiten Englandaufenthalt, diesmal als Kriegsgefangener.
1948 wurde er als Nachfolger von Richard Rössler (1897–1945), der seinerseits Ernst Pick gefolgt war, auf den Wiener Lehrstuhl für Pharmakologie berufen. Er leitete das Institut trotz zweier Rufe an die Universitäten von Ottawa und München 22 Jahre, bis zu seinem Tod. Mit seiner Frau Gertraud hatte er einen Sohn und zwei Töchter.

## Werk

### Forschung
von Brückes Forschung galt hauptsächlich der Neuropharmakologie, und darin dem vegetativen Nervensystem, dem Zentralnervensystem und der motorischen Endplatte. Er hatte darin ausgezeichnete Lehrer, unter ihnen Loewi in Graz und Dale in London, die den 1936er Nobelpreis für Physiologie oder Medizin teilten.

#### Vegetatives Nervensystem
Es war eine Untersuchung zum vegetativen Nervensystem, und zwar zur Innervierung der Haarbalgmuskeln, der Musculi arrectores pilorum, die Dale auf ihn aufmerksam machte und ihm über Dale das Rockefeller-Stipendium verschaffte. von Brücke fand nämlich 1935, dass Acetylcholin bei Injektion in die Haut zweierlei bewirkte: Die Haare an der Injektionsstelle richteten sich auf, und die übliche Aufrichtung der Haare bei Reizung des Sympathikus wurde gehemmt. Sowohl die Befunde als auch die Deutung von Brückes haben sich bestätigt; in heutiger Terminologie ausgedrückt: er hat präsynaptische Rezeptoren an den Axonendigungen des Sympathikus nachgewiesen, und zwar sowohl erregende Nikotinrezeptoren als auch hemmende Muskarinrezeptoren. 23 Jahre später konnte von Brücke in einem Übersichtsreferat von der Bestätigung berichten.
In Untersuchungen zwischen 1938 und 1963 klärte er die Regelung des Eingangsmuskels des Magens, der Cardia. Nerven mit Noradrenalin als Neurotransmitter brachten die Cardia über Beta-Adrenozeptoren zur Erschlaffung. Auswirkungen verschiedener Formen einer Sympathikusaktivierung auf das Nebennierenmark und Folgen einer Zerstörung des Sympathikus waren weitere Themen aus dem vegetativen Nervensystem.

#### Zentralnervensystem
Ebenfalls schon 1935 veröffentlichte von Brücke wegweisende Untersuchungen zur Pharmakologie des Lerchensporn-Alkaloids Bulbocapnin. „Einen deutlich beruhigenden Einfluß hat Bulbocapnin auf die Zwangshandlungen, die bei Kaninchen und Tauben nach Injektion von Apomorphin eintreten. Sowohl das Zwangsnagen, als auch der Picktrieb können durch das Alkaloid am Auftreten verhindert oder, wenn sie bereits entwickelt sind, abgebrochen werden. ... Diese Tatsachen ... geben ... einen Hinweis auf den Angriffspunkt der Bulbocapninwirkung insofern, als das Zwangsnagen beim Kaninchen durch Vorgänge im corpus striatum dieser Tiere bedingt zu sein scheint und daher vorzüglich dieser Hirnteil durch Bulbocapnin beeinflußt werden dürfte.“ Lange vor der Identifizierung von Neurotransmittern in Gehirn ist hier die Anatomie und die Physiologie der Dopamin-Nervenzellen zusammengebracht: das Corpus striatum enthält Axone von Dopamin-Nervenzellen sowie Dopamin-Rezeptoren, die durch Apomorphin aktiviert und durch Bulbocapnin blockiert werden. Später hat von Brücke auch die Elektroenzephalografie in seine neuropharmakologischen Methoden einbezogen.

#### Motorische Endplatte
Erhebliche praktisch-therapeutische Bedeutung gewannen Forschungen – 1950 beginnend – zu Ganglienblockern und jenen den Ganglienblockern pharmakologisch verwandten Muskelrelaxantien, die an der motorischen Endplatte angreifen. Beteiligt waren vor allem von Brückes Mitarbeiter Gerhard Werner, Hans Klupp und Karlheinz Ginzel (s. u.). Zu den Stoffen gehörte das Suxamethonium, damals M 115 kodiert. Es war schon 1906 synthetisiert worden, und auch der italienische Pharmakologe Daniel Bovet hatte sich mit ihm beschäftigt. Aber erst die eingehenden Wiener Tierversuche erlaubten 1951 die Einführung in die Klinik. Die Substanz wurde von den Österreichischen Stickstoffwerken in Linz bereitgestellt, die selbst keine pharmakologische Forschung betrieben. Gleichzeitig gelang die Einführung dem schwedischen Pharmakologen Stephen Thesleff (* 1924) von der Abteilung für Pharmakologie des Karolinska-Instituts.
In ihrer Publikation begründen die österreichischen Autoren die Benutzung von Muskelrelaxantien ähnlich, wie es etwa 40 Jahre zuvor Arthur Läwen getan hatte, dessen Werk inzwischen in Vergessenheit geraten war. Sie schreiben: „Zur Vermeidung von Narkoseschäden ist die moderne Narkosetechnik bestrebt, die Dosis bzw. Konzentration der Allgemeinnarkotika auf jenes Mindestmaß einzuschränken, das zur Ausschaltung von Bewußtsein und Schmerzempfindung erforderlich ist. Zur motorischen Ruhigstellung des Patienten während der Operation finden dabei muskellähmende Stoffe Anwendung.“ Sie nennen dann die Nachteile des bis dahin meist gebrauchten Tubocurarins, erwähnen den Unterschied im Wirkmechanismus zwischen Tubocurarin und M 115, berichten über einen Selbstversuch und den Einsatz bei 17 Patienten und folgern, M 115 zeichne sich durch weniger unerwünschte Wirkungen aus. „Dazu kommt noch, daß dieses Präparat infolge seines prompten Wirkungseintrittes und seiner raschen Inaktivierung in seiner Wirkung steuerbar ist.“ Schnelligkeit und Kürze der Wirkung sind der Grund für den Einsatz des Suxamethoniums bis heute. von Brücke selbst hat sich an den Originalpublikationen nicht beteiligt, sie vielmehr den Jüngeren überlassen, hat das Thema aber in einer Übersicht in der Zeitschrift Pharmacological Reviews zusammengefasst. Hans von Brücke, der Erstautor der Einführungspublikation, Chirurg in Mürzzuschlag, war ein Bruder Franz Theodors.

### Schüler
Zu von Brückes Werk gehört, ebenso wichtig wie seine eigene Forschung, der Wiederaufbau des durch den Krieg personell und materiell verarmten Wiener Pharmakologischen Instituts. Es gelang ihm, junge Mitarbeiter so zu fördern, dass sie Wichtiges erreichten. Dazu zählen:
- Gerhard Werner, später Lehrstuhlinhaber für Pharmakologie an der University of Pittsburgh,
- Hans Klupp (* 1919), später Pharmakologe bei der Dr. Karl Thomae GmbH in Biberach an der Riß und dann Leiter der biologischen Forschung der Firma Boehringer Ingelheim,
- Karlheinz Ginzel, später Professor am Pharmakologischen Institut der University of Arkansas in Little Rock,
- Otto Kraupp (1920–1998), dessen Hauptarbeitsgebiet die Herz-Kreislauf-Pharmakologie war, ab 1967 Lehrstuhlinhaber an der Ruhr-Universität Bochum und ab 1972 von Brückes Nachfolger in Wien,
- Christoph Stumpf (* 1924), ab 1978 Leiter eines eigenen Instituts für Neuropharmakologie in Wien,
- Walter Kobinger (* 1927), später Leiter des Ernst Boehringer-Instituts für Arzneimittelforschung in Wien, wo unter anderem die Wirkungsweise des Clonidins und der sogenannten „spezifisch bradykarden Substanzen“ wie des Ivabradins erforscht wurde,
- Oleh Hornykiewicz (1926–2020), der Entdecker des Dopaminmangels bei der Parkinson-Krankheit, mit dem von Brückes Arbeiten zum Bulbocapnin ihre Fortsetzung fanden,
- Georg Hertting (1925–2014), ab 1973 Lehrstuhlinhaber an der Albert-Ludwigs-Universität Freiburg, mit dem von Brückes Arbeiten zum vegetativen Nervensystem ihre Fortsetzung fanden,
- Peter Heistracher (* 1931) mit dem Forschungsschwerpunkt Antiarrhythmika, ab 1974 Leiter eines neu gegründeten Instituts für Pharmakologie und Toxikologie an der Wiener Fakultät für Naturwissenschaften und Mathematik, und
- Josef Suko (* 1936), Forschungsschwerpunkt der Membrantransport für Calcium-Ionen, nach Kraupps Emeritierung von 1992 bis 1995 Leiter des Instituts.

### Ärztliche und akademische Organisationen
von Brücke war 1954–1955 Dekan der Wiener Medizinischen Fakultät und lange Mitglied des akademischen Senats. Er war Vorstandsmitglied der Gesellschaft deutscher Naturforscher und Ärzte, Präsident der Österreichischen Biochemischen Gesellschaft und Vizepräsident der Gesellschaft der Ärzte in Wien.
Von 1955 bis 1970 gab er die Wiener klinische Wochenschrift heraus. Lange Jahre leitete er die Anstalt für pharmakologische und balneologische Untersuchungen, Vorläuferin des Bundesinstituts für Arzneimittel in Wien, und war Mitglied des Obersten Sanitätsrates.

### Weltanschauliche Organisationen
Von 4. Jänner 1954 (Gründungsdatum) bis (mindestens) Ende Dezember 1956 war von Brücke Vorsitzendes des Vereins 'Rettet das Leben', Vorläuferorganisation der Aktion Leben Österreich.

## Anerkennung
Die Österreichische Akademie der Wissenschaften ernannte von Brücke zum wirklichen Mitglied. Er war Ehrensenator der Universität Innsbruck. Die Österreichische Pharmakologische Gesellschaft und die Deutsche Pharmakologische Gesellschaft verliehen ihm die Ehrenmitgliedschaft. Er war Inhaber der Billroth-Medaille und des Österreichischen Ehrenzeichens für Wissenschaft und Kunst.
Sein Schüler Otto Kraupp urteilte: „Der Toleranz und der liberalen Natur, wie sie im Verhältnis und im Umgang mit seinen Mitarbeitern zutage trat, stand eine klare und kompromißlose geistige Haltung und Fundierung in allen Fragen der Ethik und des religiösen Bekenntnisses gegenüber. In einer Zeit, in der die schrankenlose Relativierung längst die Bereiche der Naturwissenschaft verlassen hatte und in alle Gebiete der öffentlichen Moral eingebrochen war, war Brückes geistiges Hauptanliegen die Suche nach einem festen ethischen wie weltanschaulichen Bezugspunkt, an dem der Wert alles menschlichen Tuns gemessen werden konnte. Brücke fand diese absolute Basis in seinem christlich katholischen Glauben, der ihn auch die langen Wochen der Todeserwartung mit Festigkeit und Ruhe ertragen ließ.“
In einem Nachruf in der Zeitschrift Nature heißt es (aus dem Englischen): „Es ist nicht übertrieben, wenn man sagt, dass sein Scharfsinn und seine Voraussicht Österreich die Thalidomid-Katastrophe erspart haben.“